# Stephen Goosson
Stephen Goosson (Grand Rapids, 24 de março de 1889 — Woodland Hills, 25 de março de 1973) é um diretor de arte estadunidense. Venceu o Oscar de melhor direção de arte na edição de 1938 por Lost Horizon.